# فورمات الأمونيوم
 فورمات الأمونيوم  أو نملات الأمونيوم مركب كيميائي له الصيغة NH4HCO2 ، وهو ملح الأمونيوم لحمض الفورميك (حمض النمل) ، ويكون على شكل بلورات عديمة اللون .

## الخواص
- انحلالية مركب فورمات الأمونيوم عالية جداً في الماء، حيث تبلغ 102 غ لكل 100 مل ماء عند الدرجة 0°س. تزداد الانحلالية بشكل ملحوظ بارتفاع درجة الحرارة حيث تبلغ 531 غ لكل 100 مل ماء عند الدرجة 80°س.
- ينحل مركب فورمات الأمونيوم أيضاً في الكحولات وفي الإيثر الإيثيلي.
- يؤدي تسخين المركب إلى حدوث تفكك حراري للمركب حيث يحرر الأمونياك وثنائي أكسيد الكربون بالإضافة إلى الماء.

## التحضير
يحضر مركب فورمات الأمونيوم من تفاعل غاز الأمونياك مع حمض الفورميك حسب المعادلة:
NH3 + HCOOH → HCOONH4
أو من تفاعل فورمات الميثيل مع الأمونياك حيث نحصل على أمين الميثيل
2NH3 + HCOOCH3 → HCOONH4 + CH3NH2

## الاستخدامات
يستخدم مركب فورمات الأمونيوم في الكيمياء التحليلية لفصل الفلزات القاعدية (فلزات غير نبيلة) من أملاح الفلزات النبيلة.